# Florian Borkenhagen

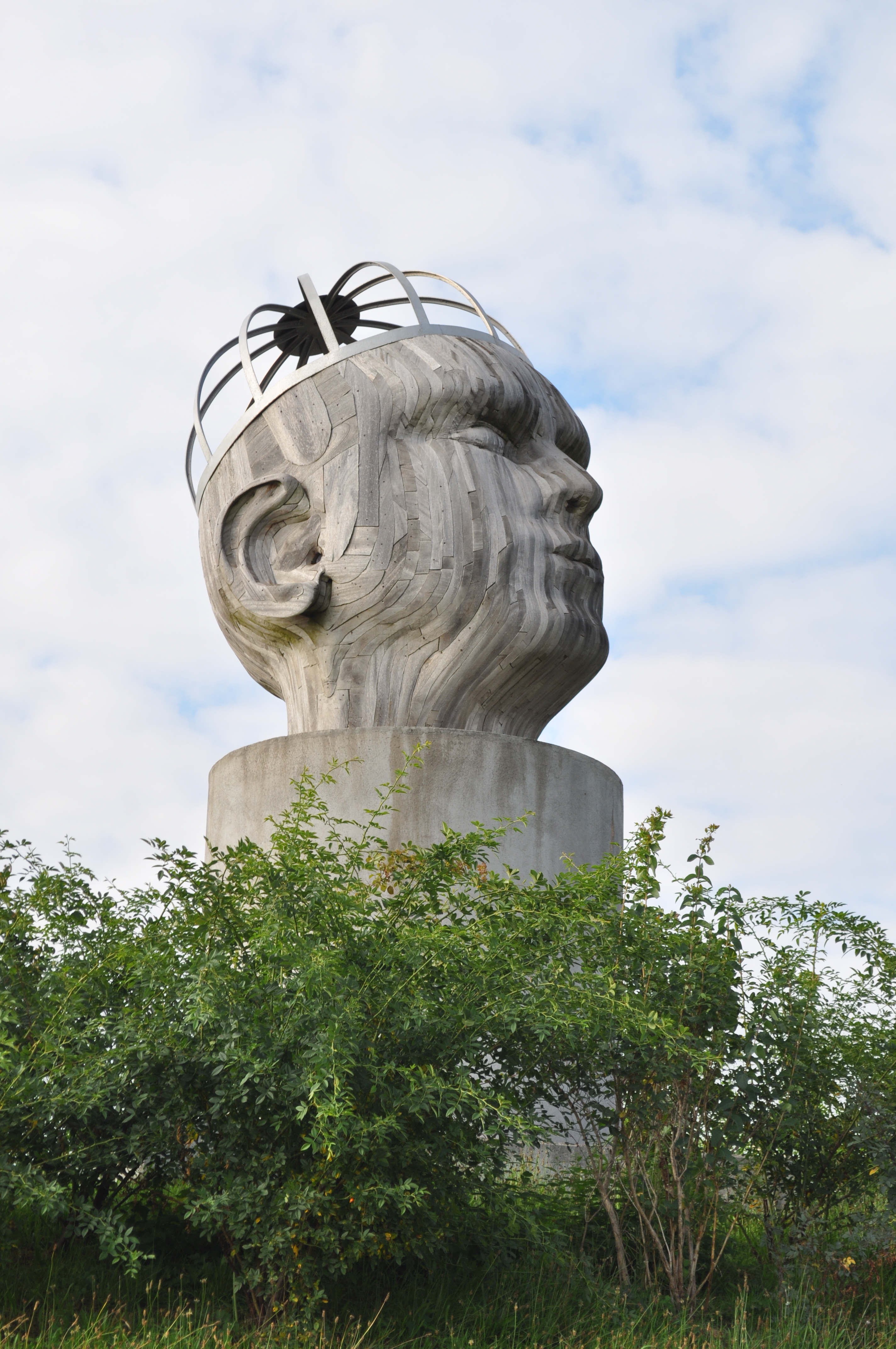
Travel a Head in Eschborn

Florian Borkenhagen (* 27. Oktober 1959 in Frankfurt am Main) ist ein deutscher Künstler, Designer und Professor für Raumkonzept und Design.

## Vita
Bereits während seines sechsjährigen Studiums von 1980 bis 1986 an der Hochschule für Bildende Künste in Hamburg, arbeitete er im letzten Jahr bei Gebhardt Filmproduktion in der Abteilung Filmausstattung und Bühnenbild. Nachdem er zwischenzeitlich in Rom mit  Filmausstattung, Bühnenbild und Möbeldesign tätig war, betrieb er ab 1988 ein Atelier in Paris für Möbel und Objekte. Mit diesem Projekt kam er 1989 auch nach Hamburg. Von 1990 bis 1995 arbeitete Borkenhagen in einer Werkstatt in Como in Italien und  gründete das Laboratorio Como, eine Werkstatt für Industriearchäologie und interdisziplinäre Recherche, Möbel, Räume. Von 1996 bis 1998 besaß er eine Werkstatt in München und gab zwischenzeitlich Workshops in Dakar, Abidjan und Kairo. Seit 1999 betreibt er in Hamburg das Skulptur-Projekt travel a head und seit 2005 fungiert er als Professor für Raumkonzept und Design an der Akademie für Mode & Design in Hamburg.

## Werk

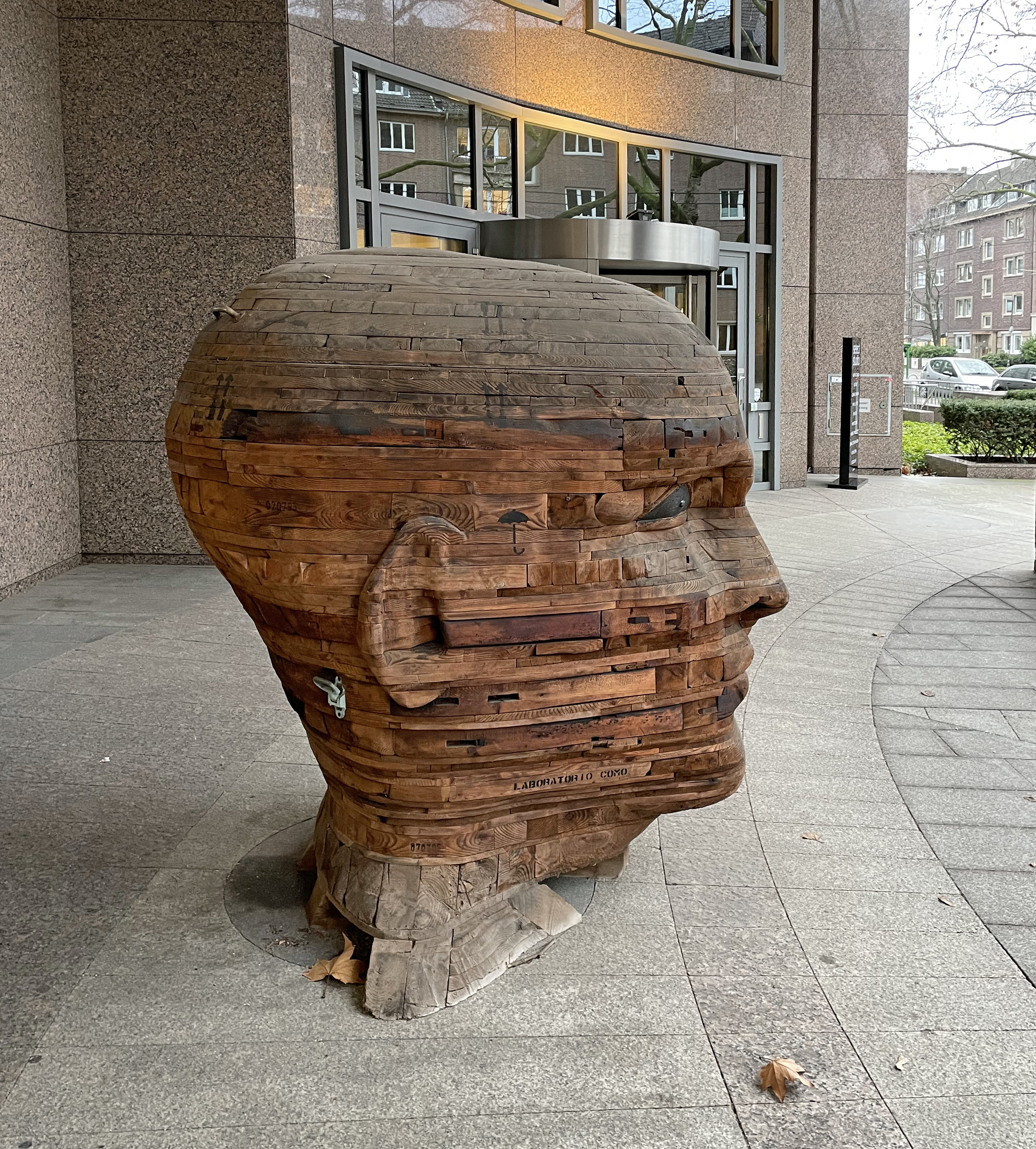
e.g.o. kosmos 1, Kopf aus geschichtetem Holz

Die Arbeiten Borkenhagens bewegen sich bewusst an der Schnittstelle von Kunst und Design. Seine Skulpturen laden häufig zur Interaktion ein, während seine Entwürfe im Möbel- und Interiordesign oft skulpturalen Charakter haben.

Seit 1982 stellte Borkenhagen in zahlreichen Galerien und Museen in Europa und den USA aus, u. a. auf der documenta 8 in Kassel. In den neunziger Jahren gründete er das interdisziplinäre Laboratorio Como, wo er u. a. das Design- und Skulpturenkonzept der Industriearchäologie entwickelte. 1997 war er Mitinitiator von First Aid for Bad Art – einem Erste-Hilfe-Projekt für „schlechte Kunst“. Zuletzt sorgte sein Skulptur-Projekt travel a head für Aufsehen. Eine vier Meter hohe Kopfskulptur reiste zwischen 1998 und 2000 auf Containerschiffen um die Welt.
Borkenhagen arbeitet zusammen mit Künstlern, Designern, Architekten, Philosophen, Film- und Theatermachern und Industrieunternehmen. Er leitet Workshops in Europa und Afrika und beteiligt sich an Seminaren.

## Ausstellungen
- 1982 Museum für Kunst und Gewerbe Hamburg, Möbel Perdu – Schöneres Wohnen
- 1984 Kunstverein Hannover, Neutronensturm
- 1985 Eröffnungsausstellung Hannover, Anthologie Quartet
- 1987 documenta 8 Kassel
- 1988 Eröffnungsausstellung Frankfurt a. M., Art to Use; Galerie Möbel perdu Hamburg Inventar; Ornamenta 1 Pforzheim
- 1990 Kunstverein Hamburg, Heimspiel; Colonna Hannover, Fundsachen und Denkbares; Galerie Quo Vadis Stuttgart Spass beiseite
- 1991 Burda News Berlin, Die innere Mogelei
- 1992 Wunderhaus München, Hommage an Kolumbus; Transmöbel Mailand; Newspace Art Atelier Salem, Como di notte; Artmobiliar Hamburg, Möglichkeitsobjekte; Mediale Hamburg, Restroom
- 1993 Galerie Quo Vadis Stuttgart, Ökumenische Habseligkeiten; Galerie am Wasserturm Konstanz, Revolta; Gärtner Hamburg, Kreuz
- 1994 Galeria Giacomo Manoukian Como, No ma di lusso; Commune di Como Iconografia; Galerie Blau Freiburg, Allez les bleus; Museum für Kunsthandwerk Frankfurt a. M., 6. Triennale; Galeria Roberto Lietti Como,  Laboratorio Como;  Design Horizonte Frankfurt a. M., Felt Filz
- 1995 Galerie Blau Freiburg, Industrie Archäologie; Art Hotel Nabern, Möbel für unterwegs; München Landpartie; Museum Mathildenhöhe Darmstadt, e.g.o. kosmos
- 1996 Lichthaus Remagen Köln, Passagen; Kennedy Park DGI Düsseldorf, Florian Borkenhagen; Wichers Hamburg, Neuigkeiten; Nicexpo Kunstmesse Nizza, D'art direct; Toronto, Deutsches Design; Kopenhagen Deutsches Design
- 1997 Mott Gallery New York City, Unclaimed Cities – Abandoned Desires; Documenta X Kassel, First Aid for Bad Art; Abidjan, travel a head
- 1998 Vitra Design Museum, Weil am Rhein, Bewußt einfach
- 1998–2000 Hamburg, New York City, travel a head
- 2003 Hamburg, Fernweh – Heimweh
- 2005 Galerie Ruth Sachse Hamburg, Wo ist geerdet
- 2009 ammann//gallery, Köln, TransSakrales
- 2010 Design Miami/Basel, Miami Babel; Cologne Fine Art & Antiques, Design Lounge
- 2015 one and many chairs, ammann//gallery, Köln[1]
- 2016 between all chairs, ammann//gallery, Köln[2]